# 오리너구리과
오리너구리과(학명: Ornithorhynchidae, 표준어: 오리너구릿과)은 단공목 내의 현존하는 2개의 과 중 하나이다. 오리너구리와 그 관련 종들을 포함하고 있다. 다른 하나는 가시두더지과이다. 오리너구리과는 2개의 속, 오브두로돈속(Obdurodon)과 오리너구리속(Ornithorhynchus)이 있다.
- 오리너구리과(Ornithorhynchidae)
  - † 오브두로돈속(Obdurodon) — 오리너구리과의 멸종된 속, 다른 이름은 리버리 오리너구리(Riversleigh platypus)이다.
    - †Obdurodon dicksoni
    - †Obdurodon insignis
    - †Obdurodon sudamericanum

  - 오리너구리속(Ornithorhynchus)
    - 오리너구리(O. anatinus) - 근대의 오리너구리
    - † O. maximus - 신생대 플라이오세와 플라이스토세에 생존한 종

다른 2개의 속으로, 중생대 백악기 전기에 생존했던 스테로포돈속(Steropodon)과 테이노로포스(Teinolophos) 또한 오리너구리과에 속하는 것으로 추정하고 있다. 그러나 2개 속 모두 멸종된 지 오래되었고, 과학 문헌들이 이를 오리너구리과 관련이 있는 것으로 표현하고 있지만, 아직 오리너구리과의 일부에 넣고 있지는 않다. 이들은 오리너구리의 근연종으로 보며 스테로포돈이 현생종의 직계 선조로 추정하고 있다.